# Eugenio Alberi
Eugenio Alberi (Padova, 1º ottobre 1807 – Vichy, 24 giugno 1878) è stato un erudito e poligrafo italiano. È ancora ricordato per la vasta opera in quindici volumi Le relazioni degli ambasciatori veneti al Senato, accurata ricerca valida ancora oggi, e la prima edizione nazionale degli scritti galileiani. Inizialmente di idee neoguelfe, si avvicinò poi all'intransigentismo cattolico.

## Biografia

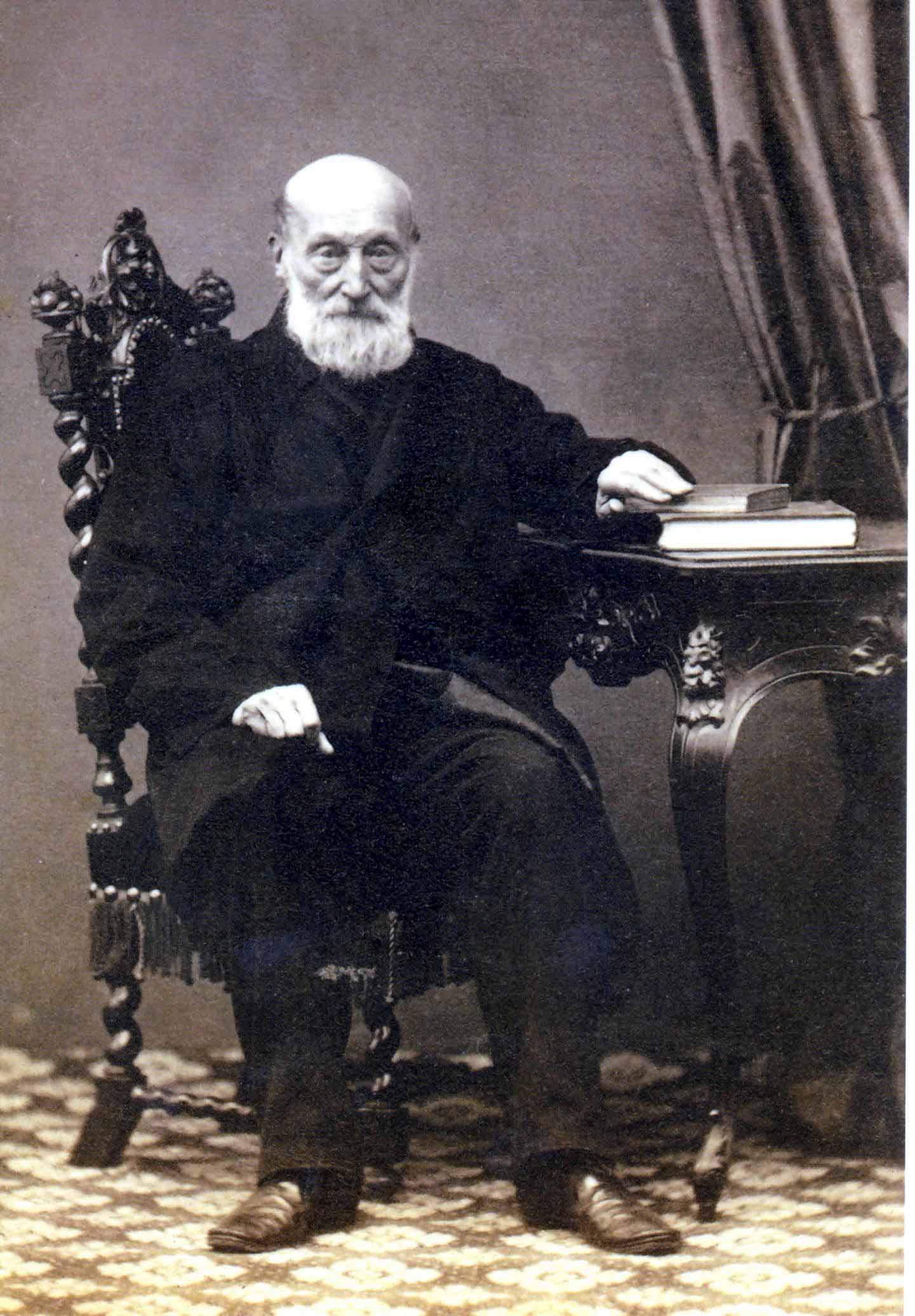
Giovan Pietro Vieusseux, fondatore dellAntologia

Nonostante gli studi giuridici, completati a Bologna, i suoi interessi si indirizzarono alla letteratura e alla storiografia. Nel 1830, a ventitré anni, diede alle stampe il volume Quadro strategico delle guerre combattute in Italia dal principe Eugenio di Savoia, il primo di una serie di opere storico-erudite.
Nel 1834 fondo il giornale La Ricreazione che diresse sino al 1836 e negli stessi anni collaborò con l'Antologia di Giovan Pietro Vieusseux, importante rivista che dibatteva i problemi della cultura italiana dell'epoca con l'apporto di numerosi intellettuali italiani e stranieri.
Dopo il matrimonio si trasferì a Firenze ove cominciò a frequentare gli ambienti culturali della città. Nel 1840 assunse la direzione della Società Editrice e dei periodici Il Mondo Contemporaneo e l'Annuario Storico Universale, pubblicati dall'editore Le Monnier.
Il granduca di Toscana Leopoldo II affidò all'Alberi l'incarico di curare un'edizione degli scritti galileiani. Nel 1842, dopo aver esaminato gli autografi conservati nel Granducato e con l'aiuto di Celestino Bianchi, fu pubblicato il primo volume delle Opere di Galileo Galilei, prima edizione nazionale. L'opera, composta da quindici volumi più un'appendice, edita dalla Società editrice fiorentina, diretta dallo stesso Alberi, si concluse con la pubblicazione del Supplemento nel 1856.
Le sue idee politiche, favorevoli alle riforme dei vari Stati italiani (compreso lo Stato Pontificio) e all'indipendenza nazionale nella visione neoguelfa teorizzata dal Gioberti
,
furono esposte negli opuscoli Del Papato e dell'Italia e L'occupazione austriaca di Ferrara, pubblicati entrambi nel 1847.
Nel 1848, allo scoppio della prima guerra d'indipendenza, partecipò come volontario nelle truppe pontificie inviate da papa Pio IX e nel corso della guerra successiva, nel 1859, confermò i suoi ideali indipendentisti, sempre inseriti in una visione neoguelfa e federalista, favorevoli alla realizzazione di una sorta di "Stati Uniti d'Italia", e l'ostilità per le posizioni politiche unitarie e anticlericali. Queste sue opinioni provocarono critiche nell'ambiente degli intellettuali del Vieusseux, che Alberi aveva lungamente frequentato, che lo tacciarono di clericalismo.
Nel 1866 fu colpito da un grave lutto: il figlio Carlo, che aveva già combattuto nella seconda guerra d'indipendenza, morì partecipando alla terza, nella battaglia di Custoza.
Le sue posizioni si avvicinarono sempre più, in polemica con la politica e gli orientamenti prevalenti del giovane Stato italiano nato nel 1861, alle posizioni dei cattolici intransigenti. Fu favorevole al Sillabo di Pio IX, una serie di ottanta proposizioni che condannavano molte ideologie politiche (liberalismo, socialismo, comunismo) nonché il matrimonio civile, pubblicate nel 1864; difese il dogma dell'infallibilità papale sancito dal Concilio ecumenico Vaticano I nel 1870. Fu, inoltre, ostile all'annessione del 1870 di Roma, ultima parte di territorio ancora appartenente allo Stato Pontificio, al Regno d'Italia.
Nel 1874 e 1875, come vicepresidente, partecipò ai Congressi cattolici di Venezia e Firenze.

## Opere
- Vita di Caterina de Medici. Saggio storico, Firenze, V. Batelli e figli, 1838.
- Le relazioni degli ambasciatori veneti al Senato raccolte, annotate ed edite da Eugenio Alberi, (dal vol. VIII tit. del frontespizio: Le relazioni degli ambasciatori veneti al Senato durante il secolo decimosesto), 15 voll., Firenze, Tipografia e calcografia all'insegna di Clio (poi Società editrice fiorentina), 1839-1863.
- L'arte e l'artista. Discorso di Eugenio Alberi letto alla Pontificia Accademia di Belle Arti in Bologna il giorno 21 maggio 1835, Firenze, V. Batelli e Figli, 1836.
- Tesoro della prosa italiana. Dai tempi della lingua fino ai di nostri. Novamente ordinato da Eugenio Alberi, Firenze, Società editrice fiorentina, 1840.
- L'assedio di Firenze illustrato con inediti documenti, Firenze, Tipografia e calcografia all'insegna di Clio, 1840.
- Del papato e dell'Italia, Firenze, Società editrice fiorentina, 1847.
- Della occupazione austriaca di Ferrara. Considerazioni di Eugenio Alberi, Firenze, Società editrice fiorentina, 1847.
- Dell'ufficio morale dello storico. Discorso letto nell'I. e R. Ateneo italiano in Firenze il 25 gennaio 1857, [s. i.], [s. n.], 1857.
- La politica napoleonica e quella del governo toscano, Paris, chez Fr. Klinchsick, 1859.
- L'Italia uscente l'anno 1860, Firenze, Tip. Cenniniana, 1860.
- Del dominio temporale della Chiesa, Firenze, Tip. M. Ricci, 1870.
- Il problema dell'umano destino, Firenze, Cini, 1872.
- Discorso di Eugenio Albèri nella prima riunione del congresso cattolico italiano, Bologna, tip. Felsinea, 1874.

## Curatele
- Le opere di Galileo Galilei. Prima ed. completa condotta sugli autentici manoscritti palatini per opera di Eugenio Alberi, 15 voll., Firenze, Società editrice fiorentina, 1842-1856.